# Ruhl Lake
Ruhl Lake är en sjö i Kanada.   Den ligger i countyt Bruce County och provinsen Ontario, i den sydöstra delen av landet, 400 km väster om huvudstaden Ottawa. Ruhl Lake ligger 276 meter över havet.
Omgivningarna runt Ruhl Lake är en mosaik av jordbruksmark och naturlig växtlighet. Runt Ruhl Lake är det glesbefolkat, med 15 invånare per kvadratkilometer.